# Jules-Élie Delaunay

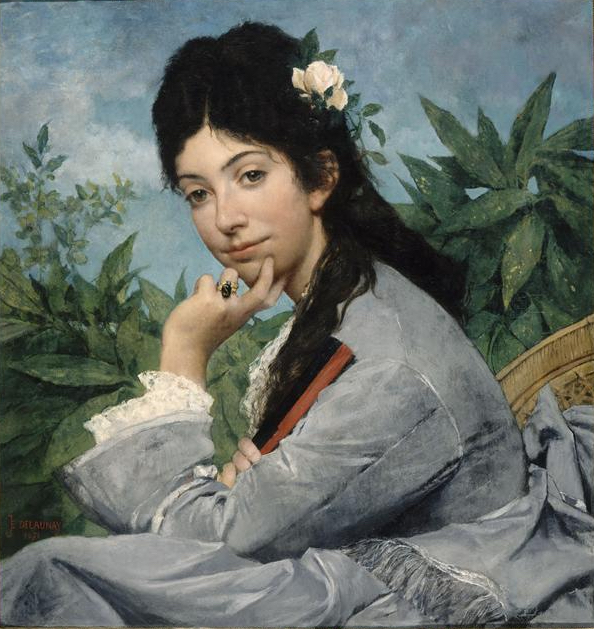
Retrato de la Señorita Stéphanie Brousset (1871), Museo de Bellas Artes de Nantes.

Jules-Élie Delaunay (Nantes, 13 de junio de 1828 - París, 5 de septiembre de 1891) fue un pintor francés, conocido, principalmente, por sus pinturas murales y sus retratos.
Jules-Élie Delaunay ingresó en 1848 en la Escuela de Bellas Artes de París, donde fue alumno de Hippolyte Flandrin y de Louis Lamothe. Obtuvo el segundo Premio de Roma en 1856, junto con Henri-Pierre Picou, y permaneció cuatro años en la Villa Médici. Cuando volvió a París, se especializó en obras de gran formato y recibió encargos importantes de la Iglesia y del Estado. En París, pueden verse obras suyas en la Ópera, en la escalera principal del Ayuntamiento y en el Panteón, donde se encuentran sus pinturas que representan a Santa Genoveva y Atila. 
Delaunay fue elegido miembro de la Academia de Bellas Artes de París en 1879 y fue nombrado profesor de la Escuela de Bellas Artes de París en 1889.

## Galería

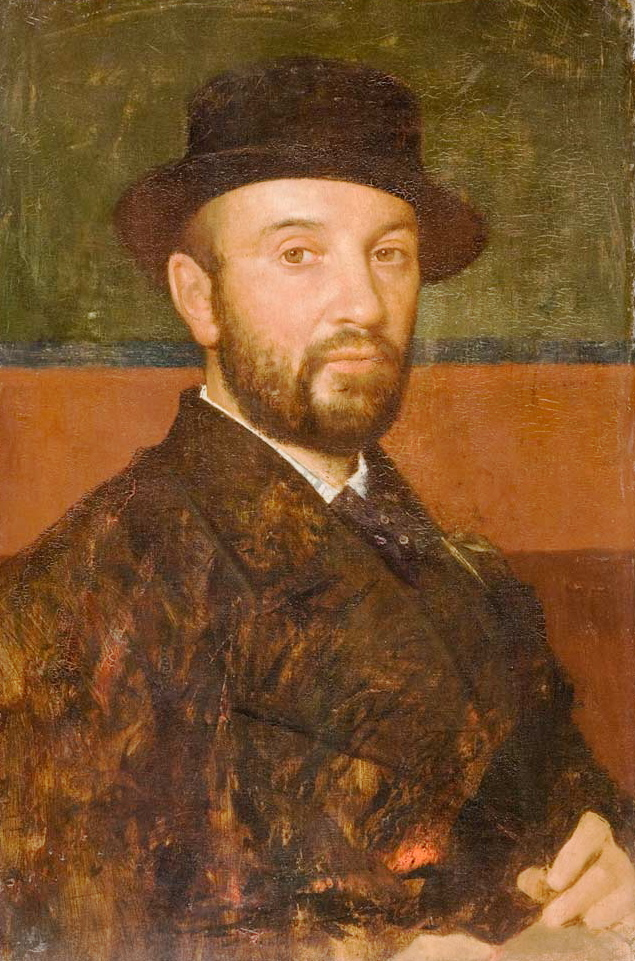
Autorretrato
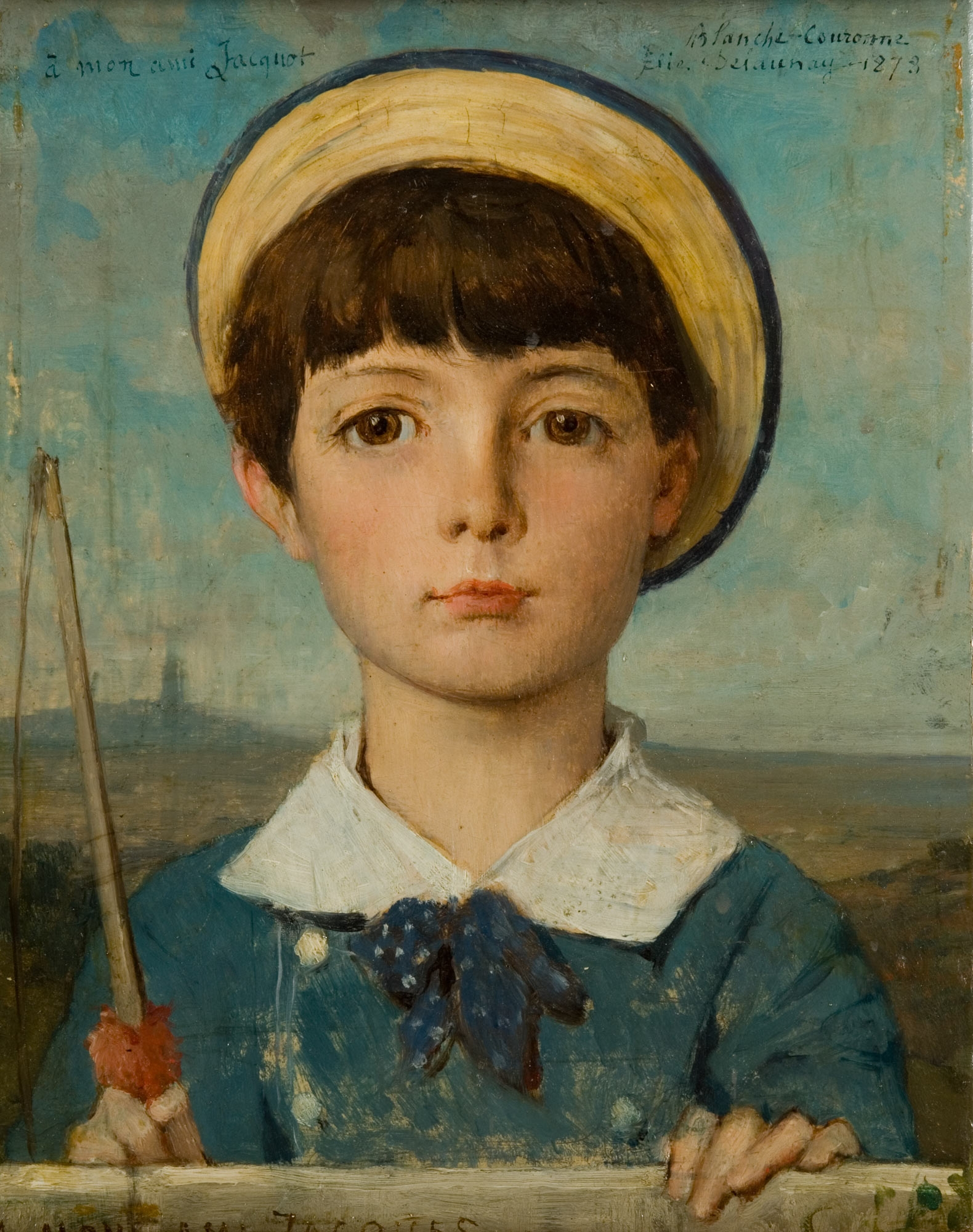
Retrato de Jacques Bizet
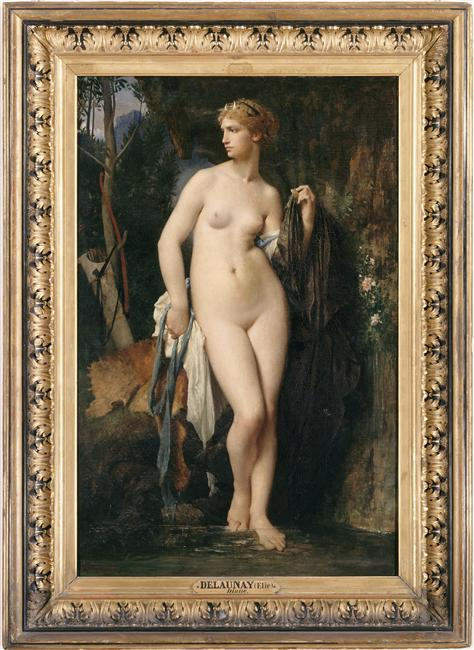
Diana